# Fauvillers
Fauvillers (niem. Feitweiler, wa. Faiviè, lb. Fäteler) – miejscowość i gmina w Belgii, w Regionie Walońskim, w prowincji Luksemburg, w okręgu Bastogne. 1 stycznia 2024 roku liczyła 2453 mieszkańców.

## Podział administracyjny
W skład gminy wchodzą dwie dzielnice (section):
- Hollange
- Tintange (Tintingen)